# Unione dei comuni dell'Alta Valle Arroscia
L'Unione dei comuni dell'Alta Valle Arroscia è un'unione di comuni della Liguria, in provincia di Imperia, formata dai comuni di Armo, Aquila d'Arroscia, Borghetto d'Arroscia, Cosio di Arroscia, Mendatica, Montegrosso Pian Latte, Pieve di Teco, Pornassio, Ranzo, Rezzo e Vessalico.

## Storia
L'unione è nata con atto costitutivo del 5 novembre 2014, firmato nel municipio di Pieve di Teco dai rappresentanti locali dell'alta valle Arroscia. Nella sostanza questa forma di unione dei servizi comunali riprende in buona parte ciò che già era di competenza della Comunità montana Alta Valle Arroscia, soppressa dalla Regione Liguria nel 2008. L'esperienza di collaborazione tra tutti i comuni della valle ha vecchia data: risale al 1957, quando fu costituito il Consiglio di Valle.
Alla data della sua istituzione è stata la seconda unione di comuni in provincia di Imperia e la quarta in Liguria.
L'ente locale ha sede a Pieve di Teco e il presidente del consiglio dell'Unione è Alessandro Alessandri (sindaco di Pieve di Teco).

## Descrizione
L'unione dei comuni comprende quella parte del territorio imperiese attraversato dal torrente Arroscia, presso l'alta valle omonima, raggruppando quei comuni già appartenenti alla soppressa comunità montana Alta Valle Arroscia.
Per statuto l'Unione si occupa di questi servizi:
- organizzazione generale dell'amministrazione, gestione finanziaria e contabile e controllo;
- organizzazione dei servizi pubblici di interesse generale di ambito comunale;
- catasto;
- la pianificazione urbanistica ed edilizia di ambito comunale nonché la partecipazione alla pianificazione territoriale di livello sovra comunale;
- attività, in ambito comunale, di pianificazione di protezione civile e di coordinamento dei primi soccorsi;
- organizzazione e gestione dei rifiuti e la riscossione dei relativi tributi;
- progettazione e gestione del sistema locale dei servizi sociali ed erogazione delle relative prestazioni ai cittadini;
- edilizia scolastica, organizzazione e gestione dei servizi scolastici;
- polizia municipale e polizia amministrativa locale;
- tenuta dei registri di stato civile e di popolazione e i compiti in materia di servizi anagrafici nonché in materia di servizi elettorali, nell'esercizio delle funzioni di competenza statale;
- servizi in materia statistica.

## Amministrazione
| Periodo         | Periodo       | Primo cittadino       | Partito                  | Carica                               | Note |
| --------------- | ------------- | --------------------- | ------------------------ | ------------------------------------ | ---- |
| 5 novembre 2014 | 7 giugno 2023 | Alessandro Alessandri | sindaco di Pieve di Teco | presidente del Consiglio dell'Unione |      |
| 7 giugno 2023   | in carica     | Renato Adorno         | sindaco di Rezzo         | presidente del Consiglio dell'Unione |      |